# Iglesia de Nuestra Señora de las Flores (Sanlúcar de Guadiana)
La Parroquia de Nuestra Señora de las Flores es un templo católico situado en la localidad de Sanlúcar de Guadiana.

## Historia
El templo responde a los modelos de la arquitectura andaluza de finales del siglo XVI o principios del XVII. De estos momentos es la portada lateral. En 1716, el arquitecto Diego Antonio Díaz informa de que es necesario rehacer las bóvedas de la capilla mayor, la capilla bautismal y la sacristía, obras que habían terminado en 1734. El Terremoto de Lisboa de 1735 afectó al templo, arruinando la espadaña que se había construido en 1666. La actual fue proyectada por Pedro de Silva.

## Descripción
La portada más monumental del edificio se abre en su costado derecho. Presenta vano adintelado enmarcado por una moldura ingleteada y rematado por frontón partido con dos volutas. La fachada de los pies presenta un vano sencillo de medio punto. Se remata por una espadaña barroca de dos cuerpos con vanos de medio punto.
Al interior es un templo de tres naves con planta de cruz latina. A la cabecera se adosan la capilla sacramental y la sacristía. Las naves son separadas por arcos de medio punto apeados sobre columnas toscanas. Se cubren con artesa de madera la central y colgadizos las laterales. El crucero presenta cúpula de media naranja sobre pechinas y bóvedas de cañón en sus brazos. El presbiterio se cubre con bóveda vaída.
El altar mayor es presidido por un retablo con la imagen de la Virgen de la Rábida, patrona de la localidad. Fue tallada por Antonio León Ortega en 1938. Sobre ella se incrustan tres tablas con el Calvario, San Pablo y San Juan Bautista. De la segunda mitad del siglo XVI, han sido relacionadas con Cristóbal de Morales.
La parroquia conserva piezas interesantes de mobiliario popular barroco. Hay dos bancos de carpintería, cuatro pescantes de forja para lámparas y un púlpito, también de forja, adosado al primer pilar del lado de la Epístola. Conserva también una custodia de plata de la primera mitad del siglo XVII.